# Římskokatolická farnost Modrá Hůrka
Římskokatolická farnost Modrá Hůrka je územním společenstvím římských katolíků v rámci vikariátu České Budějovice - venkov českobudějovické diecéze.

## O farnosti

### Historie
Plebánie v Modré Hůrce je poprvé písemně doložena v roce 1354, kdy je uváděna v církevních záznamech jako Horka Minor supra Bzí (lze přeložit jako Menší Horka nade Bzím). Místní duchovní správa v pozdější době zanikla a samostatná farnost zde byla obnovena až v roce 1669. Farní kostel je v jádru gotický, později upravovaný renesančně a barokně.

### Současnost
Farnost spravuje řeckokatolický kněz (tj. katolický kněz byzantského ritu) s oprávněním (tzv. fakultou) biritualismu, který tedy může slavit bohoslužby v byzantském i římském ritu. Vedle této činnosti ve struktuře českobudějovické diecéze rovněž pečuje o komunitu řeckokatolíků ve Strakonicích. V českobudějovické diecézi zároveň ex currendo spravuje farnosti Kostelec a Žimutice.
| Fotografie | Kostel                         | Místo       | Bohoslužba             | Bohoslužba                  | Poznámka     |
| ---------- | ------------------------------ | ----------- | ---------------------- | --------------------------- | ------------ |
|            | Kostel Nanebevzetí Panny Marie | Modrá Hůrka | sobota                 | 15.30 (s nedělní platností) | farní kostel |
|            | Kaple                          | Pořežánky   | neslouží se pravidelně | neslouží se pravidelně      | obecní kaple |
|            | Kaple                          | Radonice    | neslouží se pravidelně | neslouží se pravidelně      | obecní kaple |
|            | Kaple                          | Tuchonice   | neslouží se pravidelně | neslouží se pravidelně      | obecní kaple |